# Grand Tibet

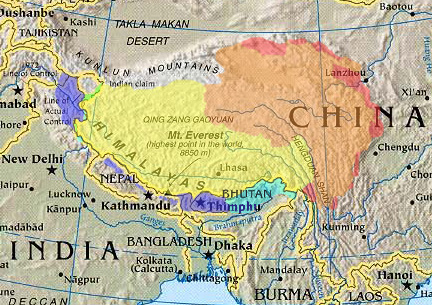
Carte possible du Grand Tibet.

Le Grand Tibet est une appellation correspondant à plusieurs notions distinctes et utilisée principalement dans le vocabulaire du gouvernement chinois selon le 14e dalaï-lama et celui des Occidentaux pour désigner diverses aires géographiques d'influence tibétaine.

## Acception ancienne
On trouve mention de l'appellation « grand Tibet » dans l’encyclopédie de Diderot et d'Alembert, publiée de 1751 à 1772. Par opposition au « petit Tibet » ou Baltistan (aujourd'hui partie du Pakistan) à l'ouest, le « grand Tibet » ou Boutan à l'est inclut le Ladakh où réside le roi et Lhassa où vit le grand pontife tibétain que l'on qu'on nomme dalaï-lama (aujourd'hui partie de la Chine, de l'Inde et du Bouthan).

## Acception récente

### Définition
Le sénateur Louis de Broissia qualifie de « Grand Tibet » le « Tibet des trois provinces » : « Le territoire revendiqué par le gouvernement tibétain en exil depuis 1959 correspond au Pö Chölka Sum, c’est-à-dire au « Tibet des trois provinces » : Ü-Tsang, Kham et Amdo. Ce Grand Tibet a une superficie d’environ 3,8 millions de km2, soit sept fois la France. Il représente donc près de 40 % de la superficie de la République populaire de Chine dans ses frontières actuelles (9,6 millions de km²) » .

### Emploi
Lors d'interview en 2008 et en 2010, le dalaï-lama, répondant à une question, a précisé que le terme de « Grand Tibet » est utilisé par le gouvernement chinois, mais que les autorités tibétaines en exil n’utilisent jamais ce terme,,. De fait, l'expression « Grand Tibet » (mais non la chose) est absente de la Charte des Tibétains en exil. Son article 8 stipule que « Tous les Tibétains nés dans le territoire du Tibet et ceux nés dans les autres pays seront éligibles pour être des citoyens du Tibet ».
Selon le tibétologue américain Melvyn C. Goldstein, le gouvernement tibétain en exil s'est fermement engagé à re-créer « un  Grand » Tibet (englobant dans une seule unité administrative le « Tibet politique » et le « Tibet ethnographique », en raison du grand nombre de réfugiés issus du Tibet ethnographique et pour éviter le risque d'une scission dans la communauté des exilés. 
Stephanie Roemer, auteur d'un livre sur le gouvernement tibétain en exil, emploie cette désignation : « Selon la Charte des Tibétains en exil, un Tibétain est toute personne née à l'intérieur des frontières du Grand Tibet ». Kate Saunders, directrice de la communication de Campagne internationale pour le Tibet, citée par Isabel Losada, l'emploie également : « 'We include the traditionally Tibetan areas of Kham and Amdo, which are now incorporated into the Chinese provinces of Qinghai, Yunnan, Gansu and Sichuan. These are areas which Tibetans in exile still define as "Greater Tibet". They are huge geographically, larger, than Western Europe ». 
Selon l'écrivain Elisabeth Martens, de nos jours, si l'expression n'est pas utilisée par le gouvernement tibétain en exil et les mouvements pour l'indépendance, lesquels parlent plutôt de « Tibet historique », il l'est cependant par divers tibétologues occidentaux et par le gouvernement chinois. Et il s'agit quasiment de la même superficie.
Pour le 14e dalaï-lama, l'expression « Tibet historique » manque de précision, pouvant s'appliquer à diverses périodes : les VIIe, VIIIe et IXe  siècles ou  l'empire Yuan ou encore la dynastie des Qing.